# Johnny le bâtard
Pour plus de détails, voir Fiche technique et Distribution.
Johnny le bâtard (John il bastardo) est un western spaghetti italien réalisé par Armando Crispino, sorti en 1967.

## Synopsis
Johnny, fils illégitime d'un riche propriétaire, décide de se venger du peu d'intérêt que son père lui a manifesté. Il devient l'amant de la femme de son demi-frère, et tue ce dernier quand il le défie. Sur quoi, la femme se suicide. Johnny, rassasié de sa vengeance, poursuit son existence cynique, jusqu'à ce qu'un groupe de femmes qu'il a séduites parvienne à le tuer. 

## Fiche technique
- Titre : Johnny le bâtard
- Titre original italien : John il bastardo
- Genre : Western spaghetti
- Réalisateur : Armando Crispino
- Scénario : Armando Crispino, Lucio Battistrada, sur une idée de Sauro Scavolini
- Production : Francesco Genesi, Vincenzo Genesi pour Hercules Cinematografica
- Photographie : Sante Achilli
- Montage : Franco Fraticelli
- Musique : Nico Fidenco
- Décors : Francesco Cuppini
- Costumes : Rosalba Menichelli
- Maquillage : Euclide Santoli
- Durée : 98 minutes
- Aspect ratio : 2.35:1
- Pays :  Italie
- Année de sortie : 1967
- Distribution en Italie : Titanus
- Date de sortie en salle en France : 18 septembre 1974[1]

## Distribution
- John Richardson : John Donald Tenorio
- Claudio Camaso : Don Francisco Tenorio
- Martine Beswick : Donna Antonia
- Claudio Gora : Don Diego Tenorio
- Gordon Mitchell : Danita
- Glauco Onorato : Morenillo
- Luisa Della Noce : Sara
- Furio Meniconi : Papà Buck
- Gia Sandri : Linda
- Nadia Scarpitta : une fille
- Patrizia Valturri : Edith
- Thelma Anderson
- Loredana Giustini
- Margherita Horowitz : la sœur de Sara
- Vittorio Manfrino : banquier
- Mirella Pamphili (sous son vrai nom, Mirella Pompili)
- Piero Vida : conducteur de diligence